# NGC 4410A
NGC 4410A (другие обозначения — NGC 4410-1, ZWG 70.73, UGC 7535, VCC 904, MCG 2-32-47, KCPG 335A, MK 1325, PGC 40694) — галактика в созвездии Дева.
Этот объект не входит в число перечисленных в оригинальной редакции «Нового общего каталога» и был добавлен позднее.